# 레오미 앤더슨
레오미 앤더슨(Leomie Anderson, 1993년 2월 15일 ~ )은 잉글랜드의 모델이다. 2015년부터 빅토리아 시크릿 패션 쇼에 서기 시작했으며, 2019년부터 2021년까지 빅토리아 시크릿 앤젤스로 활동했었다.